# Guglielmo Pecori Giraldi
Guglielmo Pecori Giraldi (Borgo San Lorenzo, 18 maggio 1856 – Firenze, 15 febbraio 1941) è stato un nobile, generale e politico italiano.

## Biografia

### Origini
Nato da una nobile e antica famiglia di patrizi fiorentini nel 1856 dal conte Francesco e dalla nobildonna Maria Genta, dal 1879 ebbe il titolo di Conte del Sacro Romano Impero.

### Carriera militare
Formatosi all'accademia militare di Torino, ne uscì nel 1877 con il grado di sottotenente, servendo quindi in diversi reparti di artiglieria. Successivamente venne promosso a capitano.
Dopo essere entrato nel corpo di Stato Maggiore nel 1887, fu inviato presso il comando delle truppe d'Africa. In Eritrea prese parte alla Campagna d'Africa Orientale (1886-1887), ottenendo poi il comando delle truppe eritree. Qui (con la spedizione di Alessandro Asinari di San Marzano) portò le tecnologie innovative che aveva imparato a Parigi (ad esempio gli aerostati da cui si procedeva all'osservazione del campo, le fotoelettriche per la difesa notturna, i telegrafi ottici e le mitragliatrici Montigny Cristophe dotate di 31 canne) e le adattò alla situazione, portando avanti le truppe fino a sorprendere le forze nemiche sul loro campo.
Tornò in patria nell'aprile 1889, per poi essere promosso maggiore nel 1891. Venne poi inviato in Alsazia-Lorena e a Salisburgo, per poi tornare nel 1895 in Italia, dove divenne colonnello di Stato maggiore nel 1898. Nel 1900 fu nominato Capo di Stato Maggiore dell'VIII Corpo d'armata.
Divenne poi comandante del corpo delle truppe coloniali dell'Eritrea italiana, assumendo anche per alcuni mesi la carica di reggente civile della colonia.
Rimpatriato in Italia nel 1907 con il grado di maggior generale comandò le brigate "Pisa" e "Cuneo".
Promosso tenente generale, dal 12 luglio 1911 divenne comandante della divisione Messina e partecipò alla Guerra italo-turca guidando le operazioni per la conquista dell'oasi di Ain Zara. L'occupazione dell'oasi permise di allentare la stretta ottomana sulla città di Tripoli e permise di espandere l'occupazione italiana anche a tutte le oasi della cintura tripolina. Nel 1912 fu posto nella riserva.
Richiamato in servizio nel 1915 con la prima guerra mondiale, grazie al generale Luigi Cadorna che ne aveva grande stima, comandò la 27ª divisione (che comprendeva le brigate di Benevento e della Campania). Dopo aver vinto la Battaglia dell’Isonzo, fu promosso comandante del VII Corpo d'armata e, dopo essere stato insignito nel maggio 1916 dell'onorificenza di Grande Ufficiale dell'Ordine militare di Savoia, fu posto al comando della 1ª armata, schierata sul fronte degli Altipiani sino al termine del conflitto, con il grado di tenente generale in comando d'armata. Il 3 novembre 1918, Pecori Giraldi divenne il primo governatore militare e civile della città di Trento, e pochi giorni dopo del Trentino e dell'Alto Adige, la cosiddetta “Venezia Tridentina” fino al 20 luglio 1919 e venne sostituito da Luigi Credaro. Il 19 maggio 1919 fu insignito dell'onorificenza di Cavaliere di Gran Croce dell'Ordine militare di Savoia e in novembre venne nominato Generale d’esercito, il più alto grado della gerarchia militare italiana.

### Senatore e Maresciallo d'Italia
Sempre nel 1919 venne nominato Senatore del Regno.
Nel 1923, fu eletto vice presidente del consiglio dell’Esercito.
Il 17 giugno 1926 fu nominato da Mussolini Maresciallo d'Italia. Nel 1926 ritornò a capo del Trentino, e poi nel 1932 gli venne chiesto per due volte di iscriversi al Partito Nazionale Fascista, offerta che declinò in entrambe le circostanze.

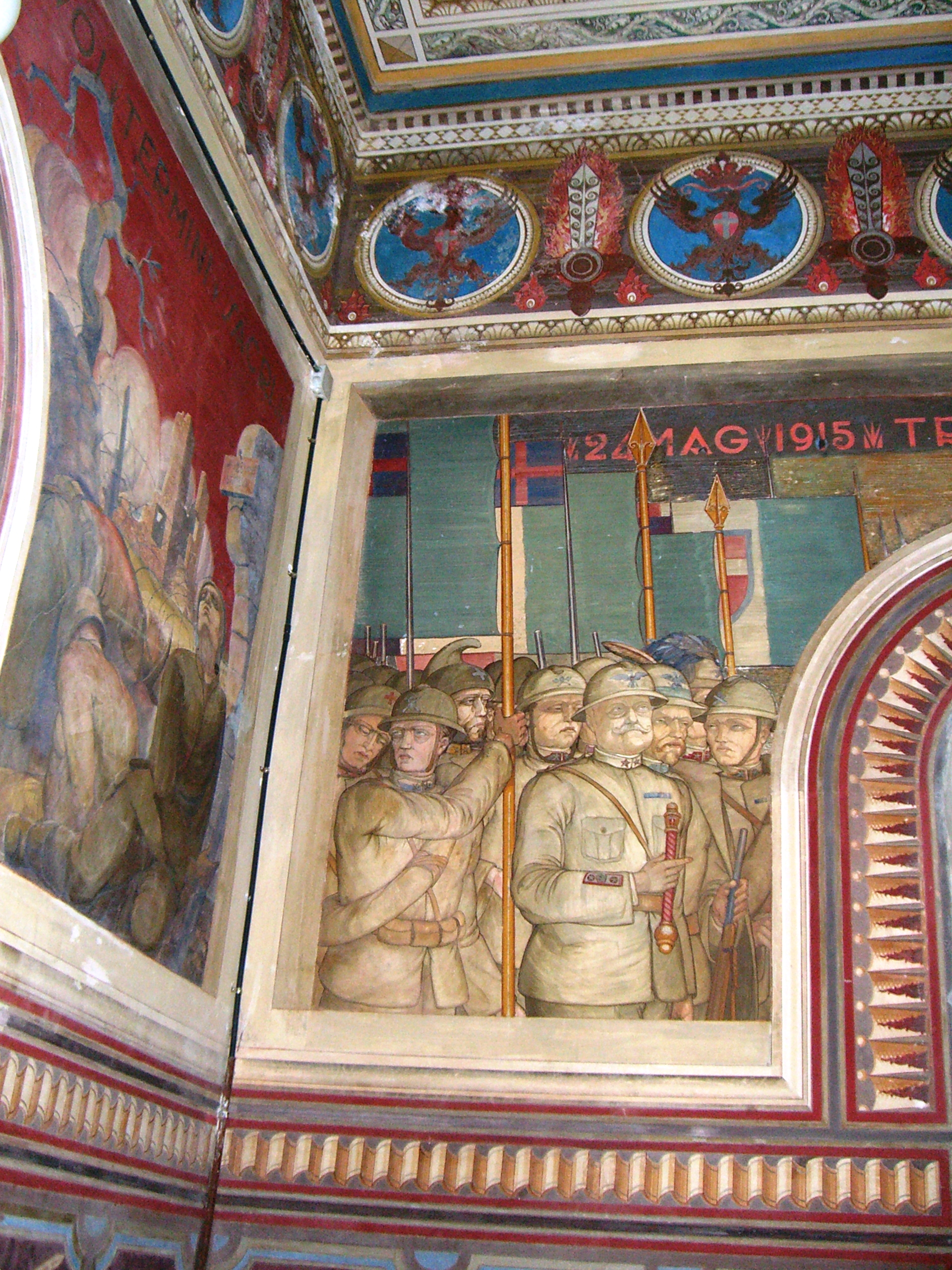
Tito Chini, affreschi nel sacello Ossario del Pasubio dove è ritratto Guglielmo Pecori Giraldi

Fu presidente del Consiglio di amministrazione della Cassa di Risparmio di Firenze.
Morì a Firenze nel 1941, e fu sepolto nel 1953 all'Ossario del Pasubio per suo volere, insieme ai suoi soldati che caddero durante le cruente battaglie della prima guerra mondiale.

## Riconoscimenti
Vicenza si onora di avere all'interno del Museo del Risorgimento, la raccolta di suoi documenti come lascito.
Oggi la villa Pecori Giraldi a Borgo San Lorenzo ospita il Museo Chini legato alla Manifattura fiorentina "Arte della Ceramica"  e alla manifattura borghigiana "Fornaci San Lorenzo" guidata prima da Galileo Chini e successivamente dal 1925 da Tito Chini. Sempre a Borgo San Lorenzo (FI), fu presidente della Società Mugellana di Studi Storici, istituita nel 1925 con l’intento di promuovere scavi archeologici e salvaguardare il patrimonio locale, con la creazione di un museo storico artistico regionale, e con la ricostruzione storica del contributo dato dal Mugello al Risorgimento Nazionale.

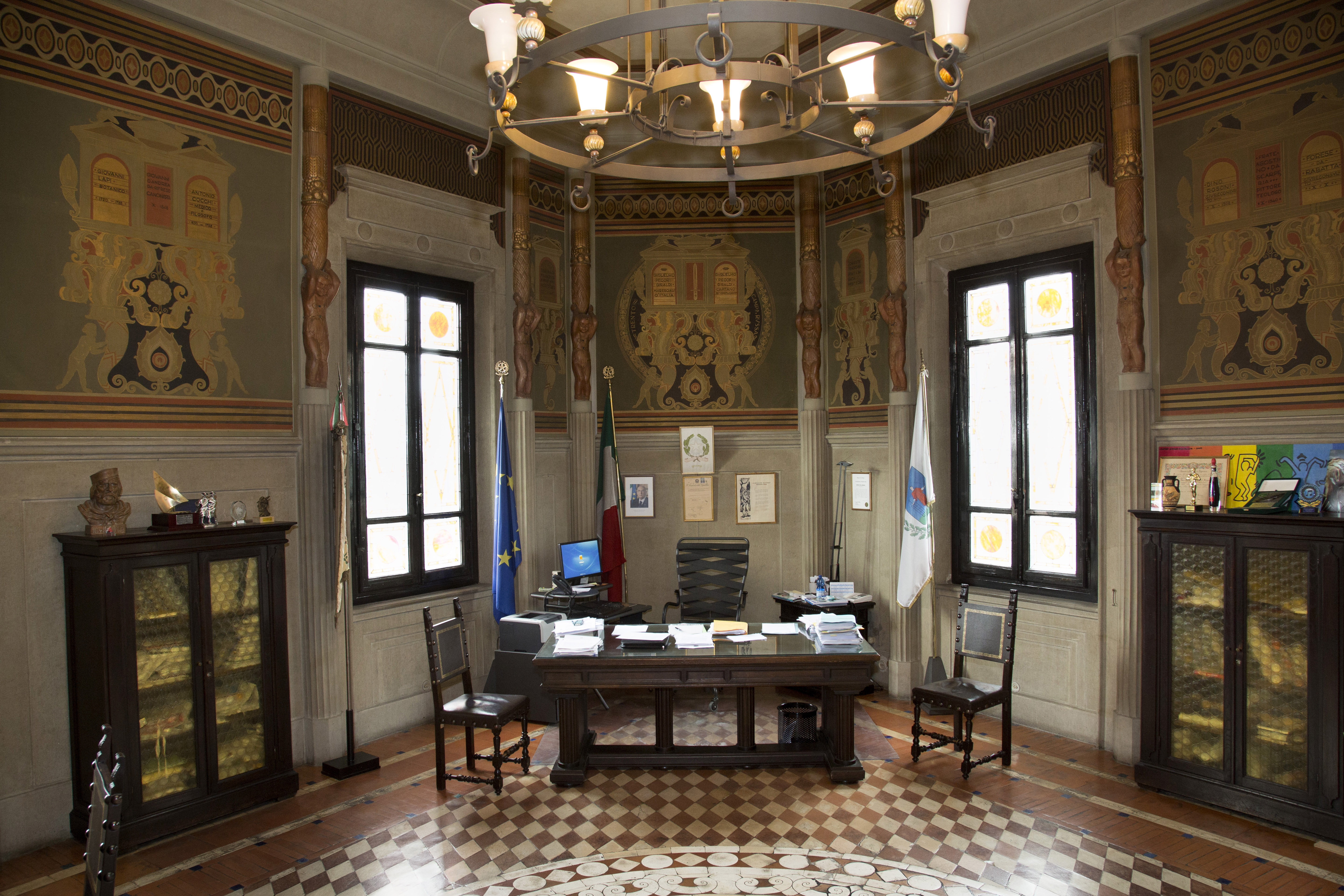
Decorazioni di Tito Chini nella Sala del Podestà con gli uomini illustri del Mugello, tra cui figura come unico vivente Guglielmo Pecori Giraldi.

## Spada d'onore
Galileo Chini nel 1919 fornì il progetto per l’impugnatura della “spada d’onore” custodita nel Museo civico di Vicenza che fu offerta al generale Pecori Giraldi in segno di ammirazione per la sua opera. 
Nel decoro dell’elsa erano impresse le figure simboliche di Ercole, di Trento e di Trieste avviluppate queste due dal serpente della schiavitù, con in mezzo la testa di Medusa.

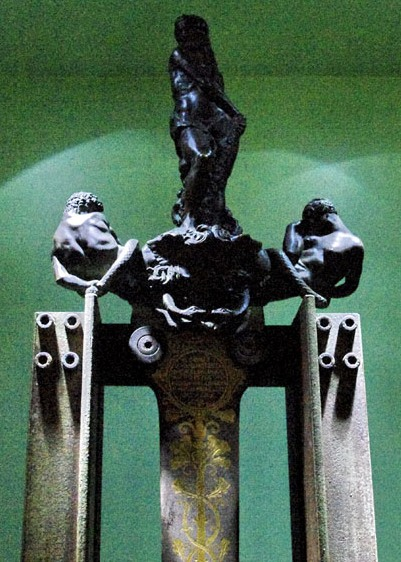
Spada d'Onore offerta a Guglielmo Pecori Giraldi

La lama della spada fu lavorata in una coltelleria di Scarperia da Torquato Tonerini, mentre al lavoro di plastica attese Guido Calori, e alla fusione Mario Nelli; e tutto passò sotto il giudizio di Domenico Trentacoste.
Quest’espressione viva e spontanea che il Mugello volle assicurargli, in segno di ammirazione e di affetto, fu molto gradita dal generale Guglielmo Pecori Giraldi, anche se, nel febbraio del 1919, al ricevimento fatto in suo onore nel Palazzo Comunale (Borgo San Lorenzo), egli aveva manifestato il desiderio che l’omaggio fosse più modesto, e che l’avanzo fosse destinato agli orfani di guerra come riporta l'avvocato Giuseppe Ungania ne "Il Messaggero del Mugello".
La cerimonia di consegna della “spada d’onore”, si svolse il 4 giugno 1922, e fu presente anche il generale Luigi Cadorna,  e grande fu il concorso di tutto il Mugello.

## Fondazione "3 novembre 1918"
La “Fondazione 3 novembre 1918”, voluta da Guglielmo Pecori Giraldi e dedicata alla memoria dei caduti della Grande Guerra, eresse il Sacello-Ossario sul Monte Pasubio, la cui decorazione pittorica interna fu affidata a Tito Chini il quale decorò anche gli Ossari di guerra di Treviso, Schio, Verona, Trento e il Tempio-Ossario di Bassano del Grappa.
L’inaugurazione dell'Sacrario militare del Pasubio avvenne il 29 agosto 1926 alla presenza del Re, e da allora fino ad oggi, si ripete il pellegrinaggio annuale in onore e in memoria della 1ª Armata
Guglielmo Pecori Giraldi aveva espresso il desiderio di essere sepolto con i suoi soldati e infatti questo accadde il 19 luglio del 1953 quando la salma del generale fu traslata al Pasubio dalla cappella gentilizia della famiglia Pecori Giraldi nella Villa Rimorelli a Borgo San Lorenzo, dove era stata custodita per dodici anni.

## Curiosità
L'artista Tito Chini rese omaggio al generale Guglielmo Pecori Giraldi ponendolo come unico vivente al centro della decorazione degli “uomini illustri” del Mugello eseguita nella sala del podestà del Palazzo Comunale (Borgo San Lorenzo). 
Accanto alle glorie del passato – tra i quali figurano Giotto, Beato Angelico, Andrea del Castagno, Francesco Ubertini detto il “Bachiacca”, Antonio da Sangallo il Giovane, monsignor Giovanni della Casa, Filippo Pananti, don Lino Chini, Luigi Fiacchi detto il “Clasio”, Giovanni Lapi, Antonio Cocchi etc...– l’unico vivente ricordato è il Maresciallo d’Italia, generale Guglielmo Pecori Giraldi.

## Onorificenze
Maresciallo d'Italia --- 25 giugno 1926